# 제라르드 피케
제라르 피케 이 베르나베우(카탈루냐어: Gerard Piqué i Bernabeu, 1987년 2월 2일 ~ )는 스페인의 은퇴한 축구 선수로, 현역 시절 센터백으로 활약했다.

## 클럽 경력
FC 바르셀로나 B 소속이었으나 1군팀 합류를 원해 2004년 여름, 바르셀로나를 떠나 맨체스터 유나이티드 FC로 이적하였다.
2004년 10월 26일 크루와의 칼링컵 경기를 통해 맨체스터 유나이티드 데뷔전을 치렀고, 2005년 10월 15일 선덜랜드와의 경기에서 존 오셰이와 교체 투입되어 프리미어리그 데뷔전을 치렀다.
하지만 경기 출전 기회를 자주 잡지 못하여 2006-2007시즌 스페인 레알 사라고사로 임대되어 리그 22경기를 소화하였다. 레알 사라고사에서 주전으로 자리잡자, 완전 이적설이 나오기도 했으나 원 소속팀인 맨유로 복귀하였다.
2007-2008시즌 리그 9경기를 비롯, 챔피언스리그에도 3경기 출장하였으며 챔피언스 리그 조별 리그에서 디나모 키예프와 AS 로마를 상대로 각각 한 골씩을 기록하였다.
2008-2009시즌 FC 바르셀로나에 복귀한 직후부터 1.5군으로 팀의 중요 경기에 많이 출전하였으며, 시즌 중반 마르케스의 부상 이후에는 엄연한 주전 센터백으로 활약하였다.

## 국가대표팀 경력
피케는 스페인 U21 대표팀의 일원으로 2007년 FIFA U-20 월드컵에 참가하였다. 6경기 선발 출장으로 주전 멤버로 활약하였으며, 16강전인 브라질전에서 골을 기록 하기도 하였다. 그러나 8강전인 체코전 연장 승부 이후 승부차기에서 다섯 번째 키커로 나섰으나 실축 하였다. 그로 인해 스페인이 4강 진출에 실패하였다.
2010년 FIFA 월드컵에서는 스페인 주전 센터백으로 활약하였고, 스페인의 사상 첫 월드컵 우승에 큰 기여를 하였다. 특히 준결승 독일전에서 피케가 바스티안 슈바인슈타이거를 완벽하게 차단한 덕에 이 경기에서 독일은 전반 32분이 되어서야 첫 슈팅을 쏘는 등 거의 아무것도 못해보고 무기력하게 스페인에게 무너졌다.

## 수상 내역

#### 맨체스터 유나이티드 FC
- 프리미어리그 : 2007-08
- 리그컵 : 2005-06
- FA 커뮤니티쉴드 : 2007
- UEFA 챔피언스리그 : 2007-08

#### FC 바르셀로나
- 라리가 : 2008–09, 2009–10, 2010–11, 2012–13, 2014–15, 2015–16, 2017–18, 2018–19
- 국왕컵 : 2007-08, 2008–09, 2011–12, 2014–15, 2015–16, 2016–17, 2017–18, 2020–21
- 수페르코파 : 2009, 2010, 2011, 2013, 2016, 2018
- UEFA 챔피언스리그 : 2008–09, 2010–11, 2014–15
- UEFA 슈퍼컵 : 2009, 2015
- FIFA 클럽 월드컵 : 2009, 2011, 2015

#### 스페인
- FIFA 월드컵 : 2010
- UEFA 유로 : 2012
- UEFA U-19 유로 : 2006

### 개인
- 라리가 올해의 도약 : 2008-09
- 라리가 최우수 수비수 : 2009-10
- 라리가 올해의 팀 : 2014–15, 2015–16
- UEFA 챔피언스리그 시즌의 스쿼드 : 2014-15
- UEFA 유로 대회의 스쿼드 : 2012
- UEFA 올해의 팀 : 2010, 2011, 2012, 2015, 2016
- FIFPRO 월드11 : 2010, 2011, 2012, 2016
- ESM 올해의 팀 : 2010–11, 2013–14, 2014–15, 2015–16
- 카탈루냐 올해의 선수 : 2019
- 스페인 왕립 스포츠 협회 훈장 : 2011

## 사생활
콜롬비아 출신 팝 가수 샤키라와 교제하며 두 아들을 낳았다. 피케와 샤키라는 생일이 2월 2일로 같다. 그러나 2022년 12살 연하의 여성과 외도한 것이 밝혀져 결국 결별하게 되었다.

## 같이 보기
- A매치 100경기 이상 출전한 축구 선수 명단